# 9. gardna zračnoprevozna divizija (ZSSR)
Za druge 9. divizije glejte 9. divizija.
9. gardna zračnoprevozna divizija je bila gardna zračnoprevozna divizija v sestavi Rdeče armade med drugo svetovno vojno.

## Zgodovina
Divizija je bila ustanovljena decembra 1942 z reorganizacijo ostankov 1. zračnoprevoznega korpusa. 
Med drugo svetovno vojno je sodelovala v bitki pri Kursku, na Odri in za Prago.

## Organizacija
- štab
- 23. gardni strelski polk
- 26. gardni strelski polk
- 28. gardni strelski polk
- 7. gardni artilerijski polk